# Anthophora subserricornis
Anthophora subserricornis är en biart som beskrevs av Morawitz 1894. Anthophora subserricornis ingår i släktet pälsbin, och familjen långtungebin. Inga underarter finns listade i Catalogue of Life.